# 北京建筑大学

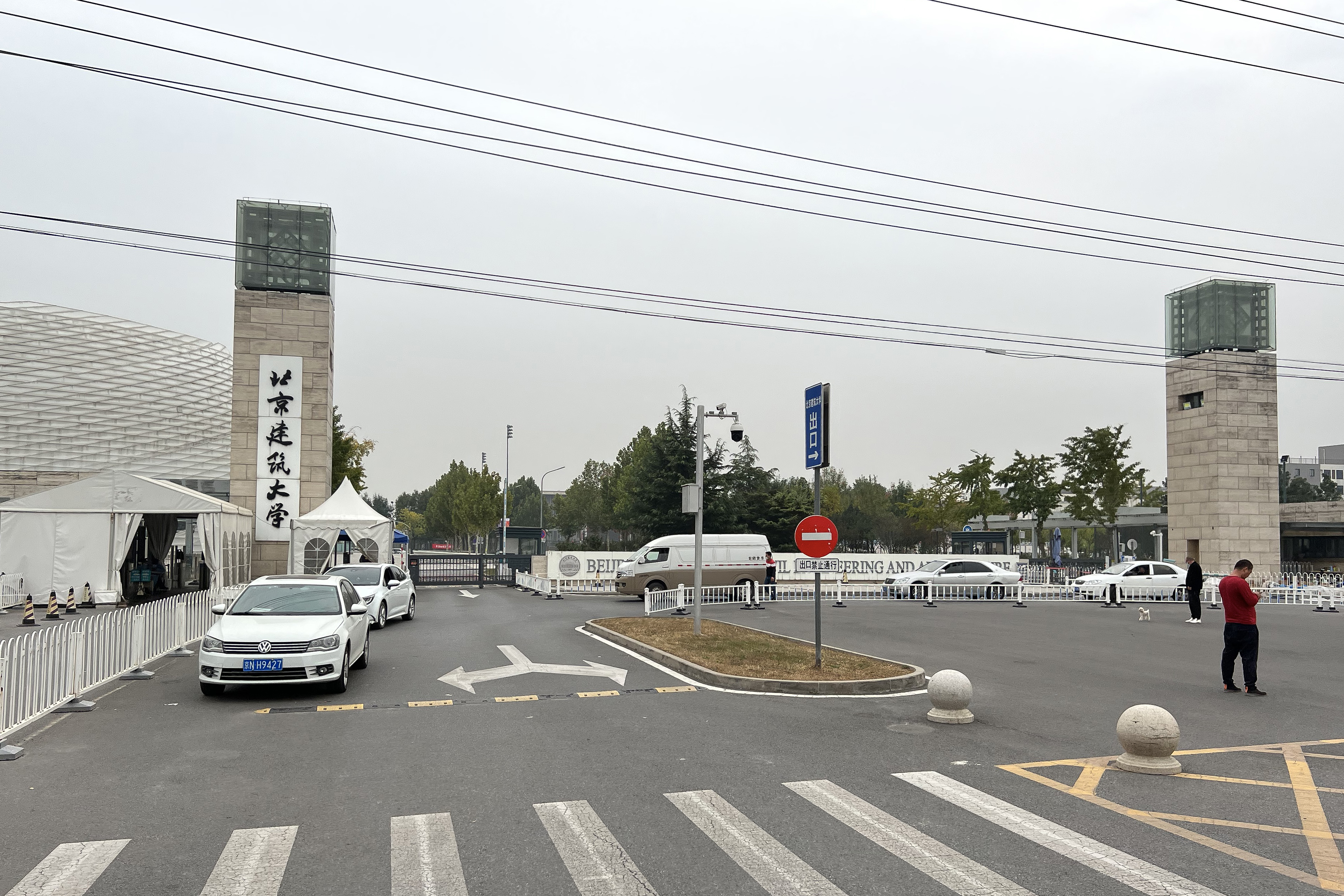
北京建筑大学大兴校区

北京建筑大学，曾名北京建筑工程学院，是中国北京市隶属于北京市教委的一所普通高等学校。

## 历史
1936年，北平市立高级工业职业学校土木科成立，是北京建筑大学可以追溯的最早起源科系。1949年，北京工业学校土木科时期。1952年7月-1952年12月，为北京建筑专科学校。1953年更名为北京市土木建筑工程学校，1958年升格为北京建筑工程学院，1961年改为北京建筑工程学校，1977年经国务院批准升格为本科院校，更名为北京建筑工程学院。2013年，北京建筑工程学院获得教育部批准，更名北京建筑大学。
另有1956年建立的北京业余城建学院，为今北京建筑大学继续教育学院。

## 院系设置
- 建筑与城市规划学院
- 土木与交通工程学院
- 环境与能源工程学院
- 电气与信息工程学院
- 经济与管理工程学院
- 测绘与城市空间信息学院
- 机电与汽车工程学院
- 文法学院
- 理学院
- 体育部
- 计算机教学与网络信息部